# South Kirkby and Moorthorpe
South Kirkby and Moorthorpe est une paroisse civile du Yorkshire de l'Ouest, en Angleterre.